# Małomice (stacja kolejowa)
Małomice – stacja kolejowa w Małomicach, w województwie lubuskim, w Polsce.

## Wymiana pasażerska
| Rok   | Wymiana pasażerska na dobę |
| ----- | -------------------------- |
| 2017  | 150-199                    |
| 2023. | 150-199                    |

## Galeria

Stacja Kolejowa w Małomicach
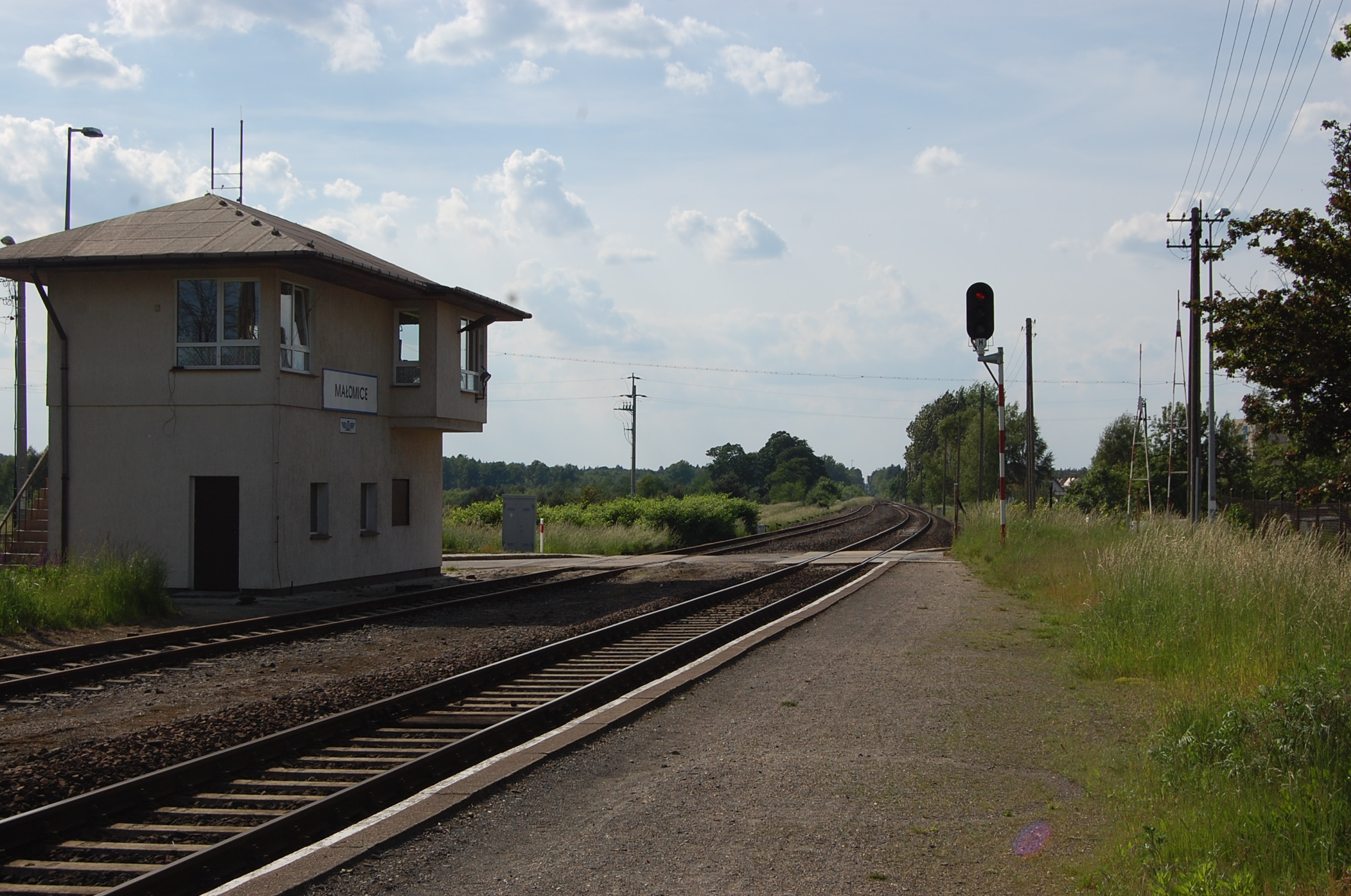
Przejazd kolejowy z widokiem na tory w stronę Żagania
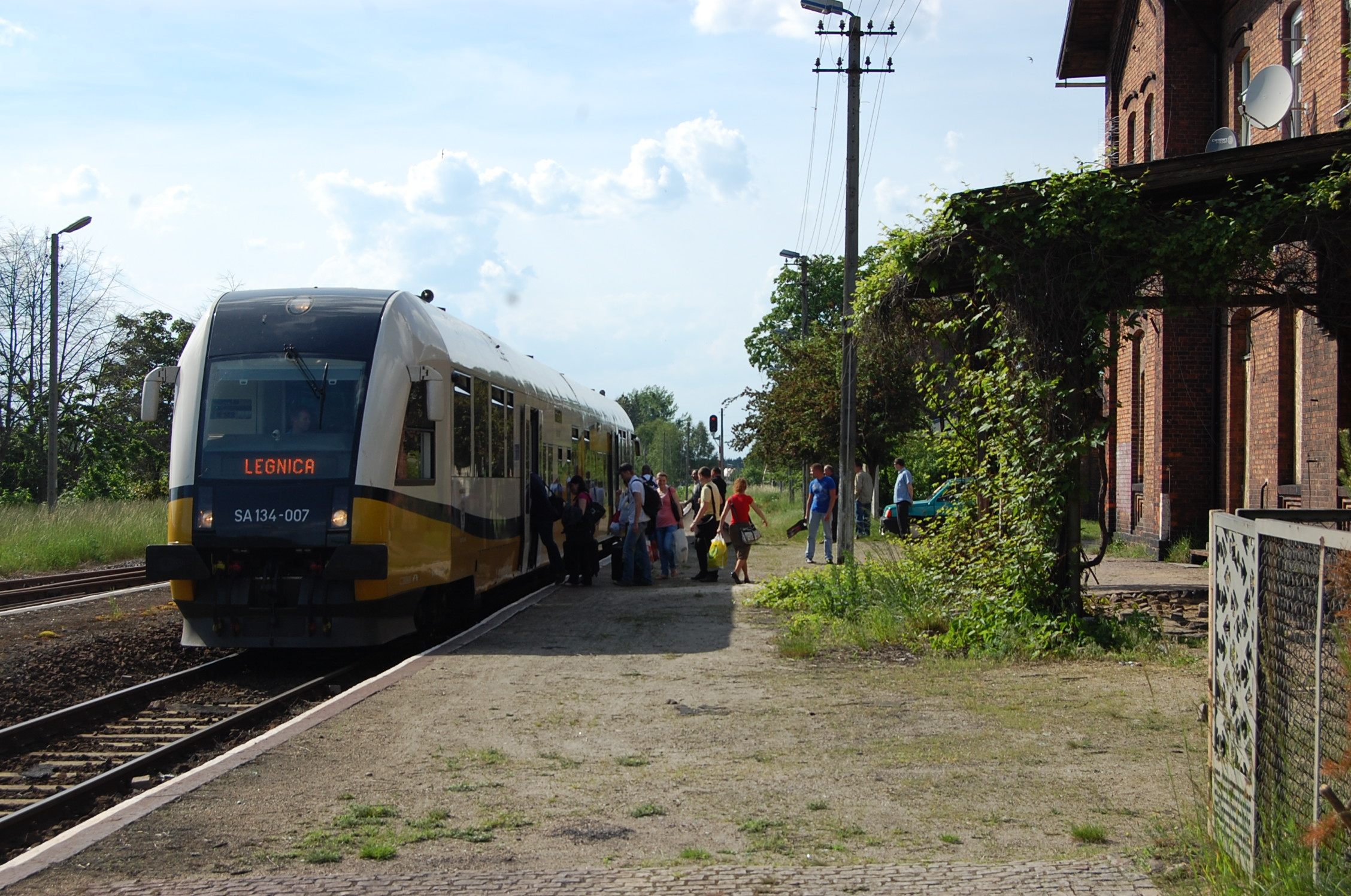
SA134 jadący w stronę Legnicy
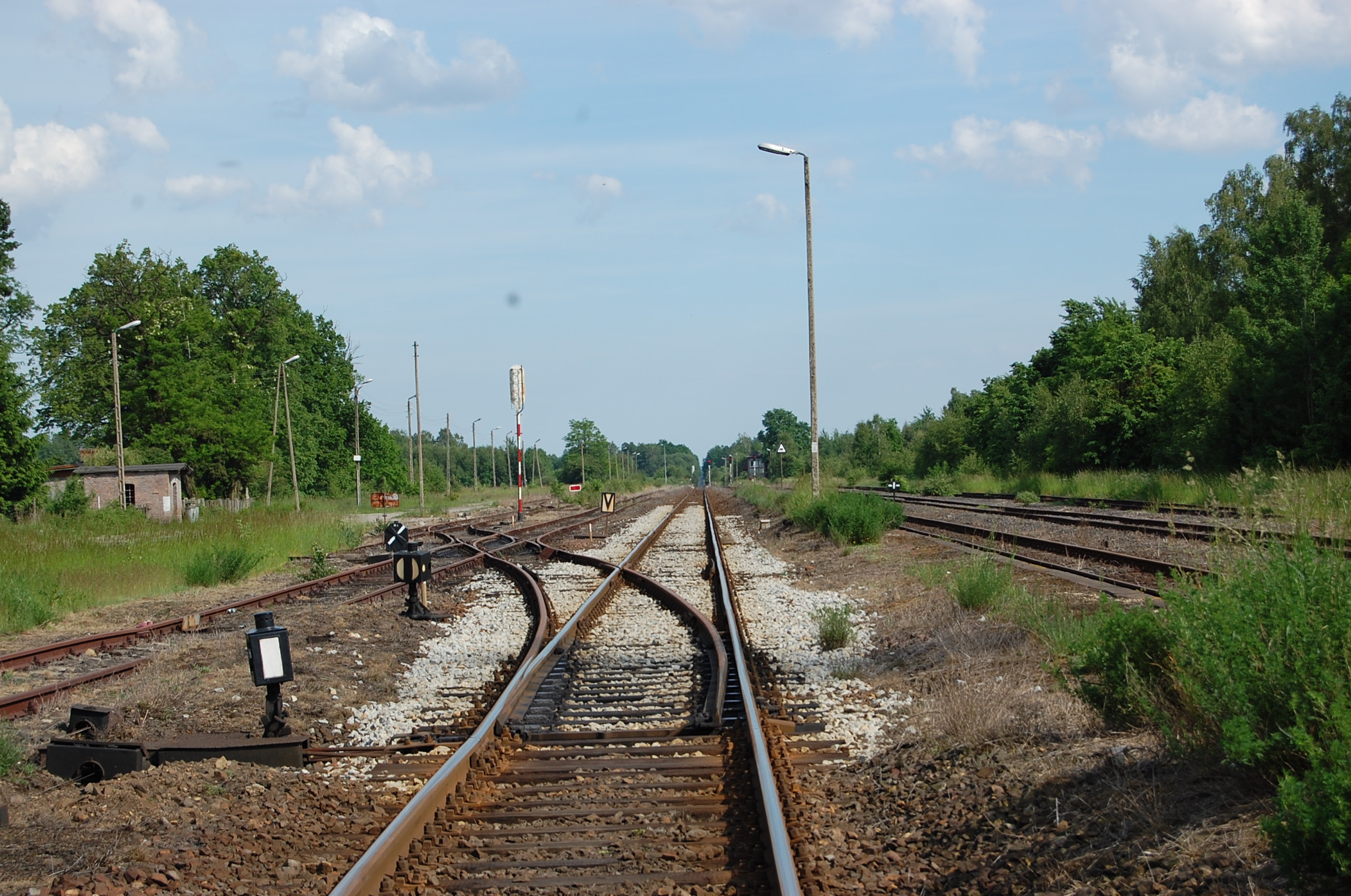
Tory w stronę Legnicy
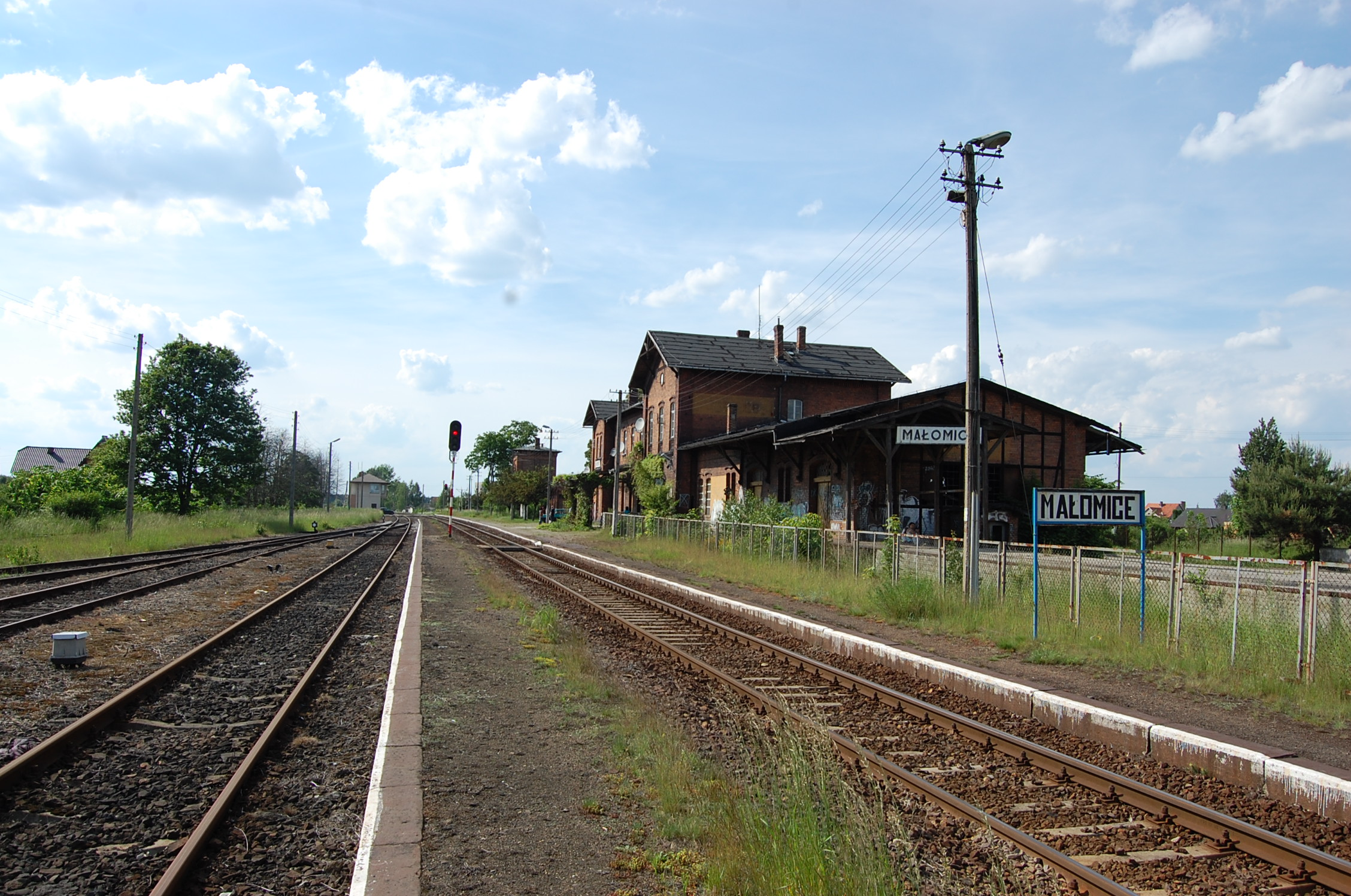
Widok na stację